# Duško Grbić
Duško Grbić (serbisch-kyrillisch Душко Грбић; * 21. Januar 1970 in Zrenjanin, SFR Jugoslawien) ist ein ehemaliger serbischer Handballspieler und Handballtrainer.

## Karriere

### Verein
Der 2,03 m große linke Rückraumspieler spielte bis 1995 für den RK Kikinda und bis 2000 für den RK Proleter Zrenjanin. In Österreich war er vier Jahre bei der SG West Wien aktiv, ehe er zum UHC Hollabrunn wechselte. Nach einer Saison beim UHC Gänserndorf kehrte er 2009 zu Hollabrunn zurück. Nach der Spielzeit 2010/11 beendete er seine Laufbahn. Anschließend übernahm er den Trainerposten beim UHC Hollabrunn, den er bis 2016 betreute. Im Februar 2014 gab er ein kurzes Comeback als Spieler.

### Nationalmannschaft
Mit der Nationalmannschaft der Bundesrepublik Jugoslawien belegte Duško Grbić bei der Europameisterschaft 2002 den zehnten Platz, dabei warf er fünf Tore in sieben Spielen.